# Murazi Mchedlidze
Murazi Mchedlidze (ukr. Мураз Гурамович Мчедлідзе ;ur. 21 czerwca 1994) – ukraiński zapaśnik walczący w stylu wolnym. Olimpijczyk z Paryża 2024, gdzie zajął piąte miejsce w kategorii 97 kg.
Osiemnasty na mistrzostwach świata w 2018. Piąty na igrzyskach europejskich w 2019. Piąty na mistrzostwach Europy w 2018, 2021, 2023 i 2024. 
Trzeci na MŚ w 2017 i ME U-23 w 2017. Mistrz Europy juniorów w 2014 i drugi w 2013 roku.
Jego ojciec Guram Mczedlidze był zapaśnikiem i olimpijczykiem z Sydeny 2000. 